# Пастухов Борис Миколайович
Борис Миколайович Пастухов (10 жовтня 1933, Москва —  19 січня 2021, Москва) — російський дипломат, комсомольський і державний діяч СРСР, перший секретар ЦК ВЛКСМ. Кандидат у члени ЦК КПРС (квітень 1966 — липень 1978). Член ЦК КПРС (липень 1978 — лютий 1986). Депутат Ради Союзу Верховної Ради СРСР 7—11-го скликань (1966—1989) від Челябінської області. Депутат Державної Думи третього (за виборчим списком політичного блоку «Отечество—Вся Росія») і четвертого (за виборчим списком партії «Єдина Росія») скликань (1999—2007).

## Біографія
Народився в родині військовослужбовця, який загинув у 1942 році. Навчався у Московській школі № 584.
У 1958 році закінчив Московське вище технічне училище імені Баумана.
Член КПРС у 1959—1991 роках. 
З 1958 року — другий, з 1959 року — 1-й секретар Бауманського районного комітету ВЛКСМ Москви. У 1961—1962 роках — 2-й секретар Московського міського комітету ВЛКСМ.
У 1962 — грудні 1964 року — 1-й секретар Московського міського комітету ВЛКСМ.
У грудні 1964 — травні 1977 року — секретар ЦК ВЛКСМ.
У травні 1977 — грудні 1982 року — 1-й секретар ЦК ВЛКСМ. З 11 листопада 1982 року по 15 листопада 1982 року — член Державної Комісії з організації похорону Леоніда Брежнєва.
У грудні 1982 — лютому 1986 року — голова Державного комітету СРСР у справах видавництв, поліграфії і книжкової торгівлі.
У 1986—1989 роках — Надзвичайний і повноважний посол СРСР в Данії, у 1989—1992 роках — Надзвичайний і повноважний посол СРСР в Афганістані.
З 1992 року — заступник, з 1996 по 1998 рік — 1-й заступник Міністра закордонних справ Російської Федерації.
У вересні 1998 — травні 1999 року — міністр Російської Федерації у справах Співдружності Незалежних Держав.
Станом на 2009 рік — старший віце-президент Торгово-промислової палати Росії. Станом на 2011 рік — радник генерального директора Центру міжнародної торгівлі Торгово-промислової палати Росії.

## Нагороди
- Орден «За заслуги перед Вітчизною» II ступеня (17 жовтня 2008) — «за великий внесок у розвиток підприємництва в Російській Федерації і багаторічну роботу»
- Орден «За заслуги перед Вітчизною» III ступеня (10 жовтня 2003 року) — «за активну законотворчої діяльності і багаторічну роботу»
- Орден Дружби (21 червня 1996) — «за заслуги перед державою, великий внесок у проведення зовнішньополітичного курсу та забезпечення національних інтересів Росії, мужність і самовідданість, проявлені при виконанні службового обов'язку»
- Орден «За заслуги» ІІІ ступеня (Україна, 10 жовтня 2003) — «за зміцнення українсько-російських двосторонніх відносин»
- Орден Пошани (Білорусь, 8 жовтня 2003) — «за великий особистий внесок у розвиток всебічного співробітництва між Білоруссю і Росією і зміцнення білорусько-російської дружби»
- Орден Леніна (1981)
- три Ордени Трудового Червоного Прапора (1963, 1971, 1976)
- Орден Червоної Зірки (5 листопада 1990) — «за зразкове виконання службового обов'язку та мужність, виявлену в умовах загострення військово-політичної обстановки в Афганістані»
- Медаль «Данк» (Киргизія, 22 січня 1997) — «за внесок у розвиток і зміцнення співробітництва Киргизької Республіки з Російською Федерацією та у зв'язку з 5-річчям утворення Співдружності Незалежних Держав»
- Грамота Співдружності Незалежних Держав (1 червня 2001 року) — «за активну роботу по зміцненню і розвитку Співдружності Незалежних Держав»